# Alberto Volonté
Alberto César Volonté Berro (Montevideo, 24 de julio de 1939) es un abogado, embajador, funcionario y político uruguayo, perteneciente al Partido Nacional.

## Biografía
Graduado como abogado en la Facultad de Derecho de la Universidad de la República en 1971. Doctor en Derecho y Ciencias Sociales. Se especializa en temas administrativos y de previsión social.
Trabajó en el Banco de Previsión Social, del que egresó en 1987 como Jefe de la Sala de Abogados.
Desde su juventud militó en filas nacionalistas, dentro del Herrerismo. 

### Carrera en UTE
En 1987 fue designado integrante del Directorio de Usinas y Transmisiones Eléctricas (UTE), el Ente autónomo estatal que administra la generación de energía eléctrica. En 1990, al asumir la Presidencia de la República el líder blanco Luis Alberto Lacalle, pasó a ocupar la presidencia de dicho organismo. Desde este cargo, obtuvo un gran protagonismo en la escena pública, contribuyendo a la electrificación rural en el interior del país.
El 13 de agosto de 1993 hubo un incendio en el Palacio de la luz, bajo la presidencia de Alberto Volonté en UTE. En ese incendio fallecieron cinco empleadas de limpieza. Hasta el momento no se determinaron responsabilidades.

### Candidatura presidencial
Walter Santoro, un experimentado operador político, venía impulsando la carrera política de Volonté. Y esto era visto con malos ojos por el presidente Lacalle, quien aspiraba a ver a Juan Andrés Ramírez convertido en el candidato presidencial del Herrerismo para 1994.
Entonces, en 1994, tras renunciar a la presidencia de UTE, junto con Santoro, los hermanos Juan Luis y Nicolás Storace Montes y otros dirigentes, Volonté formó su propio sector político, Manos a la Obra, con el que se postuló a la Presidencia de la República en las elecciones de noviembre de ese año, acompañado por Álvaro Ramos y su sector Propuesta Nacional. Varios dirigentes más apoyaron esta candidatura, como Juan Carlos Raffo, Rubén Martínez Huelmo y Carlos Rodríguez Labruna. 
Los comicios fueron ganados por el expresidente colorado Julio María Sanguinetti por un delgado margen del 1%, pero Volonté fue el candidato más votado dentro de su partido, superando al candidato del herrerismo oficialista, Ramírez.

### Coalición de gobierno
Volonté se convirtió entonces en el dirigente más importante de su partido, y en 1995 fue nombrado Presidente del Directorio partidario. Desde esa posición, estableció con el presidente Sanguinetti una coalición de gobierno, que se mantuvo durante casi todo el período y que posibilitó al mandatario desarrollar sus programas de reforma en diversos ámbitos. La imagen pública de Volonté fue prácticamente la de un "vocero de la coalición", su presencia mediática tenía siempre un perfil muy alto. Sin embargo, Volonté fue muy criticado dentro de su partido por lo que se consideró como excesiva cercanía con el gobierno colorado.

### Ocaso político

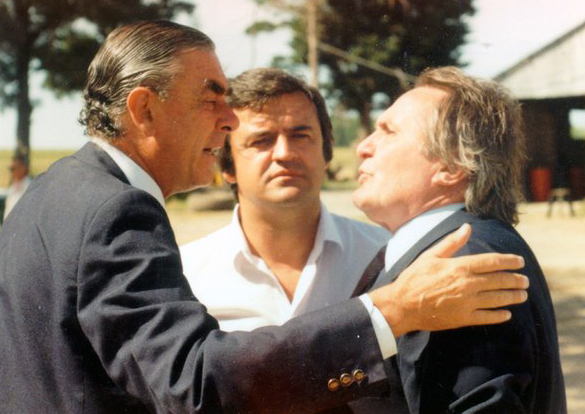
De izquierda a derecha: Alberto Volonté junto a Jorge Larrañaga y Mario Carminatti.

En 1998, a raíz de polémicas declaraciones suyas tras la muerte del joven intendente Villanueva Saravia ("este muerto lo cargo sobre los hombros de Lacalle"), su sector sufrió la escisión del subgrupo Propuesta Nacional, liderado por Ramos. En las elecciones internas de abril de 1999, su precandidatura presidencial quedó en un lejanísimo tercer lugar, detrás de las de Lacalle (quien fue el triunfador) y Ramírez. A partir de entonces, su sector se fue desintegrando y su peso político se diluyó. En 2000 fue nombrado por el nuevo presidente Jorge Batlle como Embajador en la República Argentina, puesto en el que permaneció hasta 2005.

## Familia
Hijo de María Josefa Berro Ferreira y el abogado Romeo Volonté. El 26 de agosto de 1971 se casó con María Isabel Braga Etchegaray. Tiene cuatro hijos: Romeo, María Florencia, María Lorena y María Andrea.